# Iranische Davis-Cup-Mannschaft
Die iranische Davis-Cup-Mannschaft ist die Tennisnationalmannschaft von Iran.

## Geschichte
1962 nahm Iran erstmals am Davis Cup teil. Dabei erreichte die Mannschaft in den Jahren 1994 und 1997 als bestes Resultat zweimal die Finalrunde in der Asien/Ozeanien-Gruppenzone II. Bester Spieler ist Anoosha Shahgholi mit 25 Siegen bei insgesamt 27 Teilnahmen. Er ist damit gleichzeitig Rekordspieler seines Landes.